# 广富林遗址
广富林遗址，位于中华人民共和国上海市松江区广富林村北侧，是一处距今4000至2500年的古遗址。该遗址于1958年被当地居民发现，此后曾被多次发掘，发掘面积达到24000平方米。该遗址由上至下分为三个文化层，其中第三层于2006年被确定为广富林文化。2013年，广富林遗址被列为全国重点文物保护单位。2018年6月26日，在广富林遗址上起建的廣富林文化遗址一期正式建成对外开放运营。

## 发现

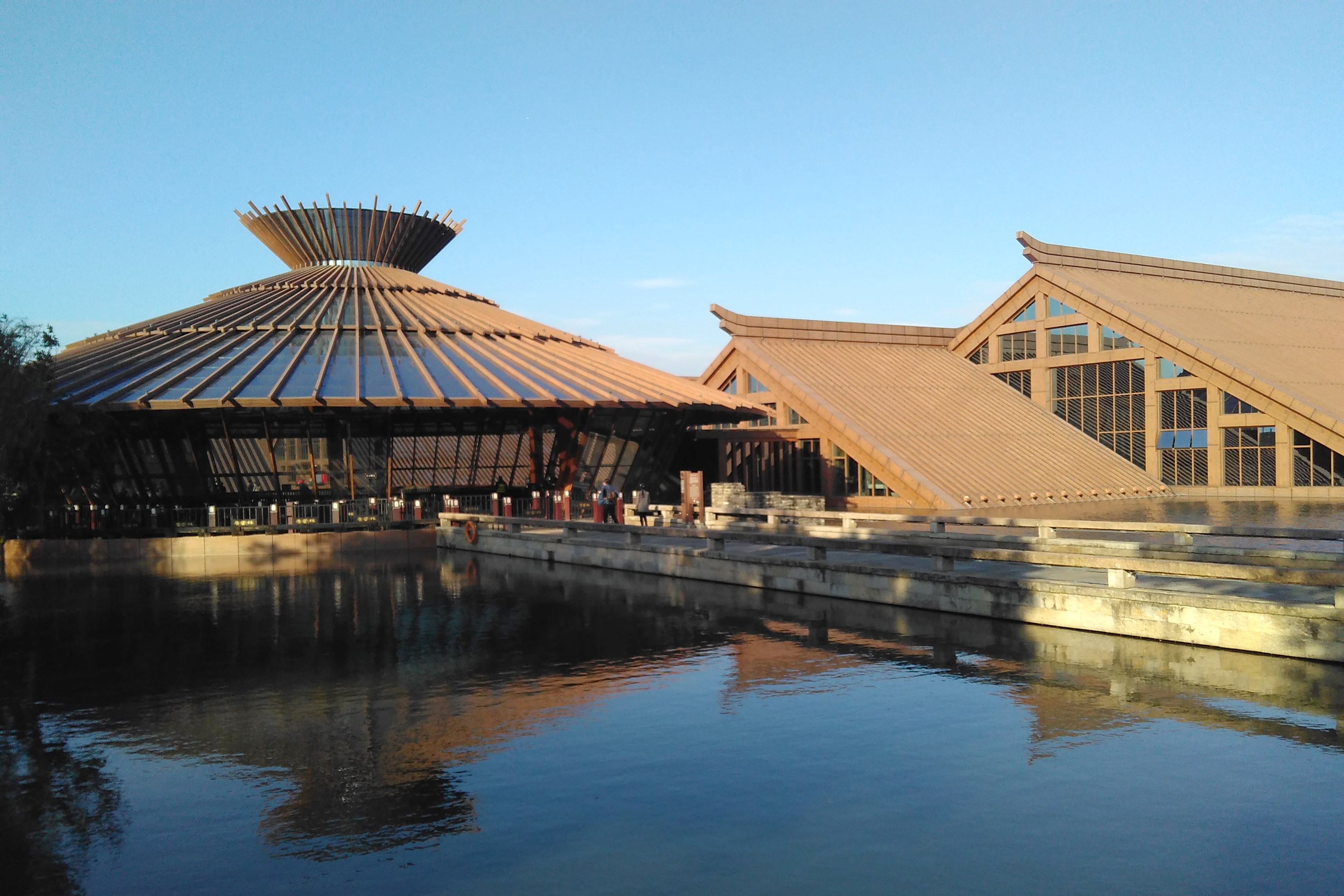
广富林文化展示馆

1958年，当地居民在开挖施家浜到辰山塘的河道时于广富林村北侧发现了一片古遗址，是为广富林遗址。1961年，松江县博物馆和上海市文物保管委员会的考古人员在广富林遗址展开试掘，试掘面积为73平方米，并从中发现了3个文化层。1962年，广富林遗址被公布为上海市文物保护单位。1984年，广富林古文化遗址被重新确定为上海古文化遗址保护地点。
1999年后，广富林遗址经历了多次考古发掘，从中出土了大量文物，揭露面积达到24000平方米。2006年，广富林遗址中所发现的特有遗存在“环太湖地区新石器时代末期文化暨广富林遗存学术研讨会”上被认定为广富林文化，其主体是从黄河流域迁徙而来的外来文化。2012年，广富林考古遗址首次面向公众开放。2013年，广富林遗址被中华人民共和国国务院公布为全国重点文物保护单位。
2018年6月26日，在广富林遗址上起建的廣富林文化遗址一期正式建成对外开放运营。2020年9月26日，广富林考古遗址展示馆開館。

## 结构
广富林遗址位于中华人民共和国上海市松江区广富林村北侧，辰山塘东岸，时间距今约在4000至2500年前。该遗址由上至下可分为三个文化层：
- 上层属于春秋战国时期吴越文化，出土有几何印纹硬陶和原始瓷器，此外还残存部分唐宋瓷片和近代砖瓦，以及东周至汉代的窖穴、壕沟和水井，宋代至清代的水沟和水井等遗存。
- 中层的文化界定较为模糊[b]，出土文物以印纹陶为主，纹饰多为篮纹、叶脉纹、席纹。此外，该层还发现了部分灰坑和水井遗迹。
- 下层为属新石器时代的广富林文化[c]，出土文物以夹砂灰陶扁足鼎和泥质灰黑陶豆、罐等陶器为主。该层底部还发现了大量并列的墓葬，以及一些灰坑、灰沟等遗迹。下层底部还曾经出土三孔石犁、凿形足陶鼎等文物。

## 展览活动
2023年9月，广富林文化遗址举办了陆人捷的艺术展“山海图·入世”，以当代艺术语言诠释中国古代神话主题。